# 八子大輔
八子 大輔（やこ だいすけ、1988年10月7日 - ）は、日本の元男子バレーボール選手。

## 来歴
埼玉県越谷市出身。小学生当時はサッカー少年だったが、実母と実兄の勧めで中学1年次からバレーボールを始めた。埼玉県立深谷高等学校のエースとして、2005年インターハイ制覇、2005年-2006年春高バレー連覇に貢献。
2007年春に進学した東海大学では1年生からレギュラーを獲得、2009年に東海大学バレーボール部シーズン5冠達成を経験し、全日本インカレでサーブ賞を受賞した。
アジアジュニア代表、世界ジュニア代表を経て、大学3年生の時に全日本代表に初選出。2009年ワールドグランドチャンピオンズカップでA代表デビューを果たし、銅メダルを獲得した。
4年生となった2010年は大学バレーボール部の主将を務め、5月開催の第59回黒鷲旗大会でベスト8進出に貢献し、若鷲賞（最優秀新人賞）を受賞した。
2011年春、JTサンダーズ（現・JTサンダーズ広島）に入団。「肩関節唇損傷」「棘上筋部分断裂」もあったが、リハビリを経て7月中旬、元の練習メニューに戻る。
同年11月、ワールドカップの代表に選出された。
2021年、5月31日付で現役引退。引退後は社業に専念。

## 球歴・受賞歴
- 全日本代表 - 2009年、2011-2016年[7]
  - ワールドグランドチャンピオンズカップ - 2009年
  - ワールドカップ - 2011年、2015年

- 受賞歴
  - 2010年 - 第59回黒鷲旗全日本選抜大会 若鷲賞（最優秀新人賞）

## 所属チーム
- 深谷市立岡部中学校
- 埼玉県立深谷高等学校
- 東海大学
- JTサンダーズ広島（2011-2021年） #7